# Wappen von Bosnien und Herzegowina
Das Wappen von Bosnien und Herzegowina wurde im Jahr 1998 vom damaligen bosnischen Parlament angenommen.

## Beschreibung

Flagge von Bosnien und Herzegowina

Das Staatswappen ist eine Darstellung der Flagge von Bosnien und Herzegowina auf einem Schild.
Der in Blau und Gold schrägrechts geteilte Wappenschild zeigt entlang der Teilungslinie sieben fünfzackige silberne Sterne im blauen Feld.
Auf der Staatsflagge sind neun Sterne abgebildet.

## Symbolik
Das Gelb symbolisiert die Sonne, die das für Leben auf der Erde notwendige Licht spendet. Der blaue Hintergrund und die Sterne entstammen der Flagge der EU.

## Geschichte

### Historische Wappen

Wappen Bosniens aus dem Wappenbuch von Fojnica (17. Jahrhundert)
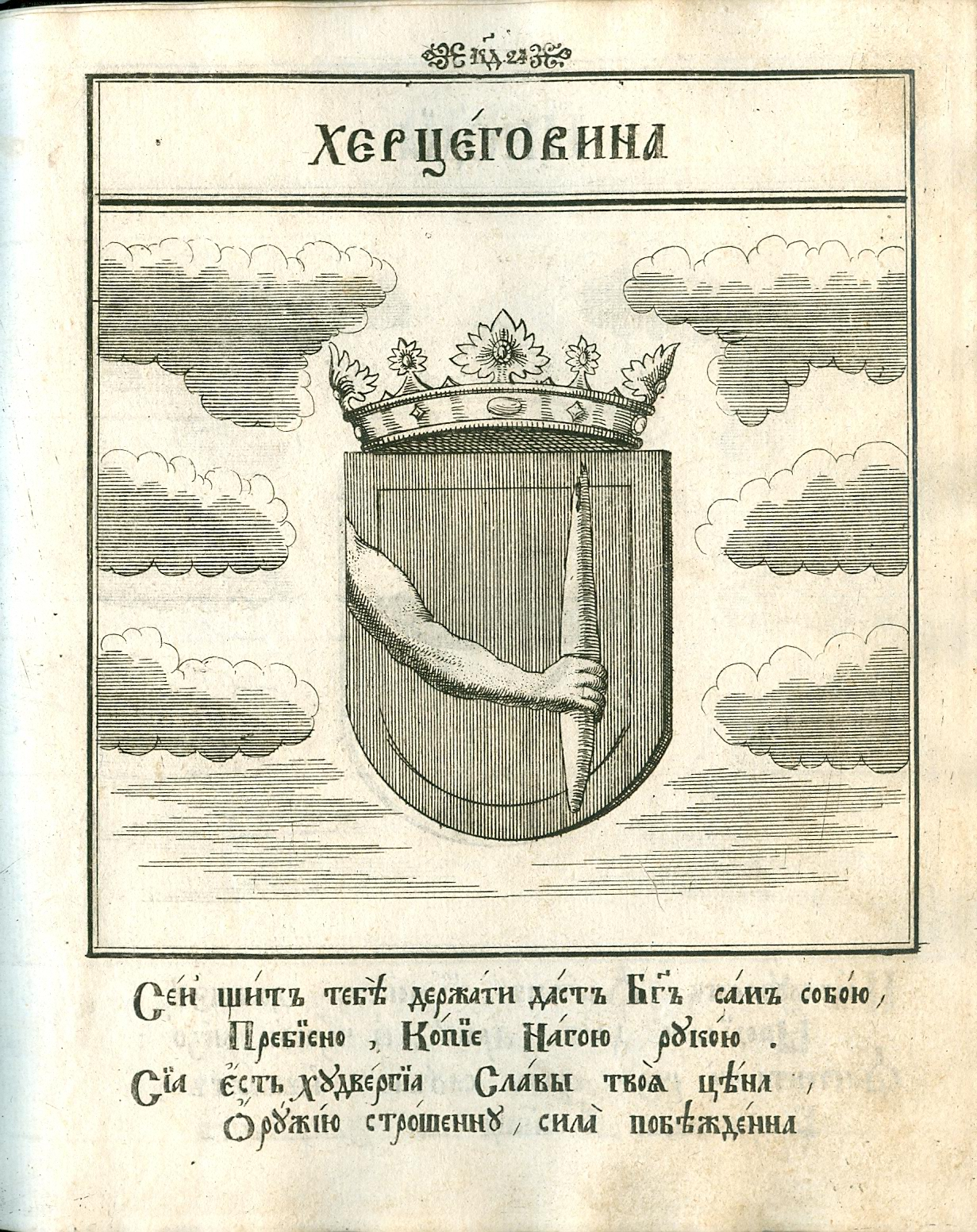
Wappen der Herzegowina (1601 bzw. 1701)

### Als Teil des sozialistischen Jugoslawien (1945–1992)

Wappen der Sozialistischen Republik Bosnien und Herzegowina (1943–1992)

Als Teil des sozialistischen Jugoslawien erhielt Bosnien und Herzegowina ein Wappen im sozialistischen Stil.

### Unter der Herrschaft Österreich-Ungarns (1878–1918)

Wappen unter Österreich-Ungarn

Nach dem Russisch-Osmanischen Krieg und im Rahmen des Berliner Kongresses kamen das osmanische Vilâyet Bosnien und das Vilâyet Herzegowina im Jahr 1878 unter die Verwaltung von Österreich-Ungarn. Beide Territorien verblieben formell beim Osmanischen Reich und wurden weder der Reichshälfte Österreich noch der Reichshälfte Ungarn zugeteilt. Zum Auslaufen des Verwaltungsvertrags mit dem Osmanischen Reich nach 30 Jahren, also 1908, annektierte Österreich-Ungarn beide Territorien (Bosnische Annexionskrise) und verwaltete sie als Kondominium Bosnien und Herzegowina durch beide Reichshälften und damit de jure (wie zuvor bereits de facto) reichsunmittelbar. 
Das Wappen zeigte in Gold, vom linken Schildrand aus silbernen Wolken hervorbrechend, einen gekrümmten, rot geharnischten (manchmal auch nur gekleideten) Arm, der in der Faust an goldenem Gefäß einen blanken Krummsäbel hält.

### Unabhängigkeit und Bosnienkrieg (1992–1998)

Wappen 1992–1998

Das Wappen von 1992 bis 1998 entspricht in seinen heraldischen Elementen dem Wappen der Kotromanić-Dynastie, der silberne Schrägbalken symbolisiert dabei die Legende des gerechten Schwertes von Tvrtko, der im späten Mittelalter das bosnische Banat in ein eigenständiges Königtum wandeln konnte.
Das Wappen wurde zu Anfang der bosnischen Kriege als Ersatz des jugoslawischen Wappen angenommen, und nach dem Krieg von den ansässigen serbischen und kroatischen Bosniern kritisiert, da es nur die Geschichte der Bosniaken repräsentiert. Durch eine Wappenfindungskommission wurde das Wappen ersetzt, wobei das neue Wappen auch kritisiert wird, da es bis auf die blaue-gelb-weiße Farbgebung keinen geschichtlichen Rückgriff mehr nimmt.

## Subnationale Wappen

### Entitäten
Die Republika Srpska besitzt ein eigenes Wappen, welches keine Ähnlichkeit mit dem Wappen des Gesamtstaats aufweist. Das Wappen für den Teilstaat Föderation Bosnien und Herzegowina wurde am 14. Juni 2007 abgeschafft und bisher durch kein neues ersetzt. Deshalb wird oft das Staatswappen als Symbol für die Föderation hergenommen.
Hauptartikel: Wappen der Republika Srpska, Wappen der Kroaten in Bosnien und Herzegowina

Wappen der Föderation Bosnien und Herzegowina, 1996 bis 2007
Wappen der Republika Srpska
Wappen der ehemaligen Kroatischen Republik Herzeg-Bosna, 1991 bis 1996, heute de facto Symbol der Kroaten in Bosnien und Herzegowina

### Kantone
Ebenso führen die Kantone der Föderation Bosnien und Herzegowinas und Gemeinden im Land eigene Wappen.

Kanton Bosnisches Podrinje
Kanton Posavina
Kanton Sarajevo
Kanton Tuzla
Kanton Una-Sana
Kanton Zenica-Doboj
Kanton Zentralbosnien

### Städte und Gemeinden

Cazin
Čapljina
Mostar
Prijedor
Sarajevo
Vitez
Žepče